# Седларци
Седларци (болг. Седларци) — село в Болгарии. Находится в Кырджалийской области, входит в общину Ардино. Население составляет 101 человек.

## Политическая ситуация
Седларци подчиняется непосредственно общине и не имеет своего кмета.
Кмет (мэр) общины Ардино — Ресми Мехмед Мурад (Движение за права и свободы (ДПС)) по результатам выборов в правление общины.